# Parafia św. Michała Archanioła w Chomiąży
Parafia Michała Archanioła w Chomiąży znajduje się w dekanacie Środa Śląska w archidiecezji wrocławskiej. Erygowana w XIII wieku.
Obsługiwana przez księży archidiecezjalnych. Jej proboszczem jest ks. Andrzej Obuchowski.

## Parafialne księgi metrykalne
| Księgi metrykalne | Okres ewidencji |
| ----------------- | --------------- |
| chrztów           | 1946 -          |
| ślubów            | 1946 -          |
| zgonów            | 1946 -          |